# Rhode Island (staat)
Rhode Island is een van de staten van de Verenigde Staten. Rhode Island is qua oppervlakte de kleinste van de vijftig Amerikaanse staten en heeft het op zeven na kleinste inwonertal. De bijnaam luidt "The Ocean State". De hoofdstad is Providence. Rhode Island wordt door de bevolking ook wel "The Biggest Little State" genoemd.

## Naam
Officieel heette de staat tot november 2020 de Staat Rhode Island en Providence Plantages (The State of Rhode Island and Providence Plantations) waardoor hij de langste naam had van alle staten. Rhode Island is eigenlijk maar een klein deel van het grondgebied, namelijk het grootste eiland in Narragansett Bay, dat ook bekendstaat als Aquidneck Island. Het gebied op het vasteland heet Providence Plantations.
Er zijn meerdere theorieën over de herkomst van de naam Rhode Island, maar de consensus lijkt te zijn dat de Nederlandse ontdekkingsreiziger Adriaen Block het grootste eiland Roodt Eilandt noemde vanwege de roodkleurige klei. Een andere theorie is dat Rhode Island genoemd zou zijn naar het Griekse eiland Rhodos. De Italiaanse ontdekkingsreiziger Giovanni da Verrazzano zou rond 1524 van het nu Block Island geheten eiland (zie onder) gezegd hebben dat het ongeveer even groot was als Rhodos. Later zou er verwarring zijn geweest over welk eiland hij bedoelde, en zo kreeg het grootste eiland in de baai de naam Rhode Island.
Vanaf 1644 werd het eiland officieel Rhode Island en Isle of Rodes genoemd. Omdat op het vaste land twee nederzettingen waren (Providence en Warwick) werden deze the plantations genoemd. De term plantation werd destijds gebruikt om een kleine, jonge kolonie aan te duiden.
In 2010 werd een referendum gehouden over de vraag of de officiële naam van de staat ingekort zou moeten worden naar simpelweg Rhode Island. Dit werd met een meerderheid van 78% verworpen. Er werd  tijdens de Amerikaanse presidentsverkiezingen 2020 nogmaals een referendum gehouden over de naam. Met 53% stemden de burgers voor de nieuwe naam The State of Rhode Island.

## Geschiedenis
Het gebied dat nu de staat Rhode Island vormt, werd oorspronkelijk bevolkt door inheemse stammen. Roger Williams stichtte er in 1636 een kolonie. Williams was uit Engeland vertrokken naar de Massachusetts Bay Colony vanwege zijn overtuiging als puritein maar vond ook hier niet de religieuze vrijheid die hij zocht. In zijn nieuwe kolonie beloofde hij elke inwoner absolute godsdienstvrijheid en noemde deze Providence Plantations. In de jaren die volgden werden ook Portsmouth en Newport gesticht. Toen een van de kolonisten, Samuel Gorton land bijkocht van de inheemse bevolking ontstond een grensconflict met de Massachusetts Bay Colony. Hierop richtten ze gezamenlijk de Colony of Rhode Island and Providence Plantations op.
Rhode Island hoorde bij de dertien kolonies die samen de Engelse overheersing bestreden (zie: Amerikaanse Revolutie). Op 29 mei 1790 ratificeerde het als dertiende en laatste de Amerikaanse Grondwet, na dreigingen dat het anders als buitenlands beschouwd zou worden en met exportheffingen te maken zou krijgen.
In 1790 bouwde Samuel Slater in het plaatsje Pawtucket de eerste op waterkracht aangedreven textielfabriek van de Verenigde Staten, waarmee voor Amerika de industriële revolutie van start ging. Hierna zouden er tal van fabrieken langs de Blackstone River gebouwd worden.
In 1842 vond in Rhode Island onder Thomas Dorr een opstand plaats. De door hem ontworpen liberale grondwet werd bij referendum aangenomen, maar verworpen door gouverneur Samuel Ward King.
Op 18 mei 1852 was Rhode Island de eerste staat die slavernij onwettig verklaarde. Tijdens de Amerikaanse Burgeroorlog, die de slavernij als aanleiding had, stond Rhode Island dan ook aan de kant van de Unie.
Na de burgeroorlog kwam de industrie in de staat pas goed op gang en nam het aantal inwoners snel toe. In 1880 kocht zakenman John Jacob Astor IV een landhuis in de staat en liet dit vervolgens uitgebreid verbouwen tot zomerresidentie. Veel zakenlieden uit New York volgden zijn voorbeeld waardoor de staat een bestemming werd voor de rijken.

## Geografie
De staat Rhode Island beslaat 4005 km², waarvan 2709 km² land is. Het is qua oppervlakte de kleinste van de vijftig staten, iets groter dan Noord-Holland en behoort tot de Eastern tijdzone.
Het grootste gedeelte van de staat Rhode Island ligt op het vasteland; verder zijn er onder meer de eilanden Rhode Island, Prudence Island, en Conanicut Island, die alle in Narrangansett Bay, een baai aan de Atlantische Oceaan liggen. Zo'n 20 km uit de kust ligt Block Island, dat genoemd is naar Adriaen Block, een Nederlandse ontdekkingsreiziger, die het eiland in 1614 bezocht.
Rhode Island grenst in het noorden en oosten aan Massachusetts en in het westen aan Connecticut.
Het grootste meer is het Scituate Reservoir. Het hoogste punt van de vrij vlakke staat ligt op slechts 247 m.

## Demografie
In 2000 telde Rhode Island 1.048.319 inwoners (262 per km²). De grootste steden zijn Providence en Middletown.

## Economie
Het brutoproduct van de staat bedroeg in 2001 37 miljard dollar.

## Infrastructuur
De hoofdstad Providence ligt aan Amtraks Northeast Corridor die de stad een snelle treinverbinding geeft met Boston, New York en Washington D.C..
Interstate 95, een autosnelweg die deel uitmaakt van het Interstate Highway System, verbindt Rhode Island naar het noorden met Boston en door naar de Canadese grens. Naar het westen naar New York en door naar Philadelphia, Washington en verder naar Miami.
De belangrijkste luchthaven is Theodore Francis Green State Airport, ten zuiden van Providence.

## Cultuur

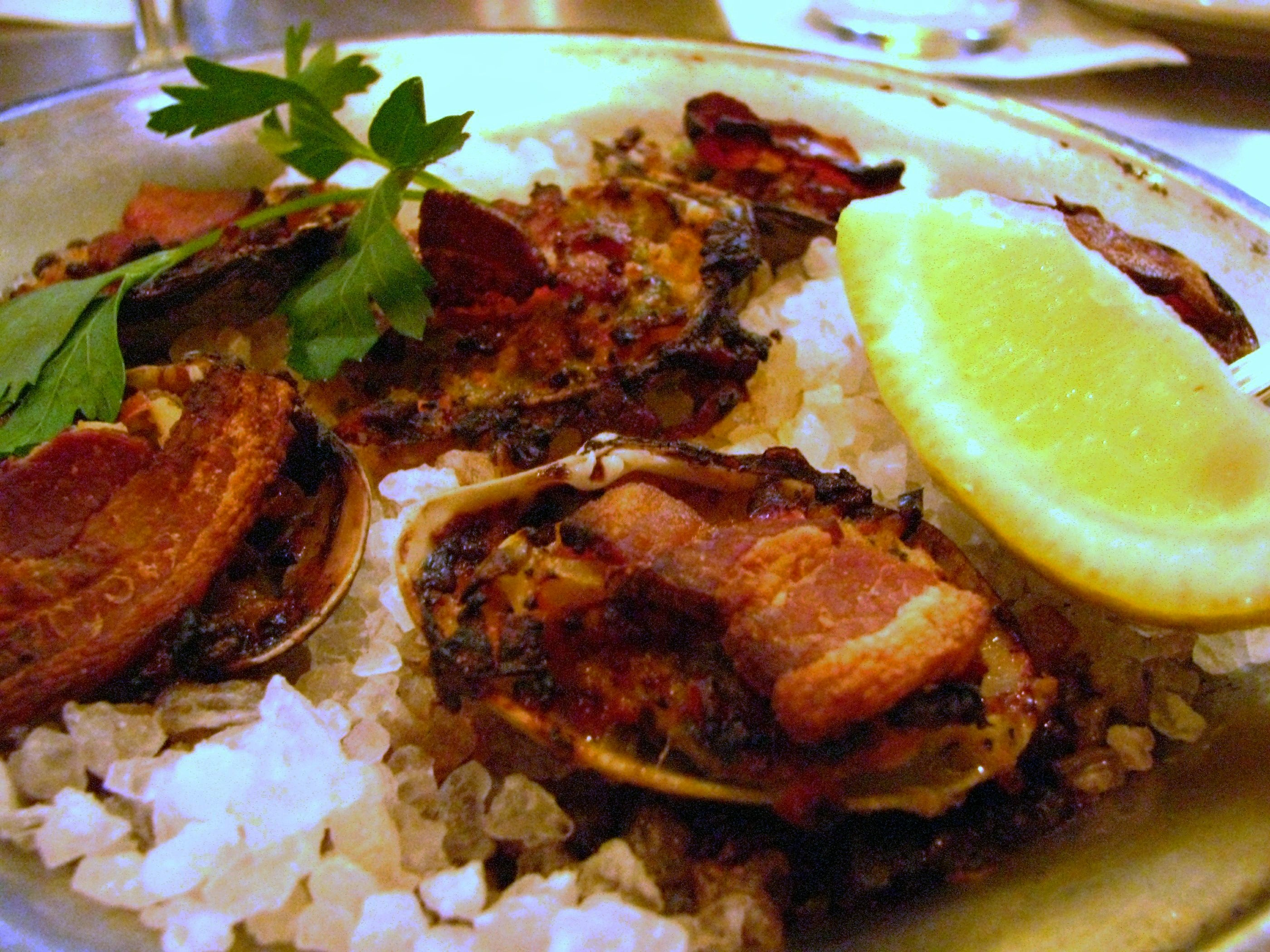
Clams casino

Rhode Island English is een typisch accent met een aantal eigen woorden dat mogelijk al ontstaan is in de vroege koloniale tijd.
Coffee milk is ontstaan in de 19e eeuw in de Italiaanse gemeenschap in de staat en bestaat uit melk gemengd met koffiesiroop. Het is intussen uitgeroepen tot een van de officiële symbolen van de staat.
Clams casino is een schelpgerecht dat begin 20e eeuw in de staat ontstond, waarschijnlijk in een casino en dat zich sindsdien over New England heeft verspreid. De quahoq is de bijnaam voor de grote schelpen die voor de kust gevonden worden en die ook weer in gerechten worden gebruikt.
De komische tekenfilmserie Family Guy speelt zich af in de fictieve plaats Quahog in Rhode Island. De serie kent veel verwijzingen naar de staat.

## Bestuurlijke indeling
Rhode Island is onderverdeeld in vijf county's.

## Politiek

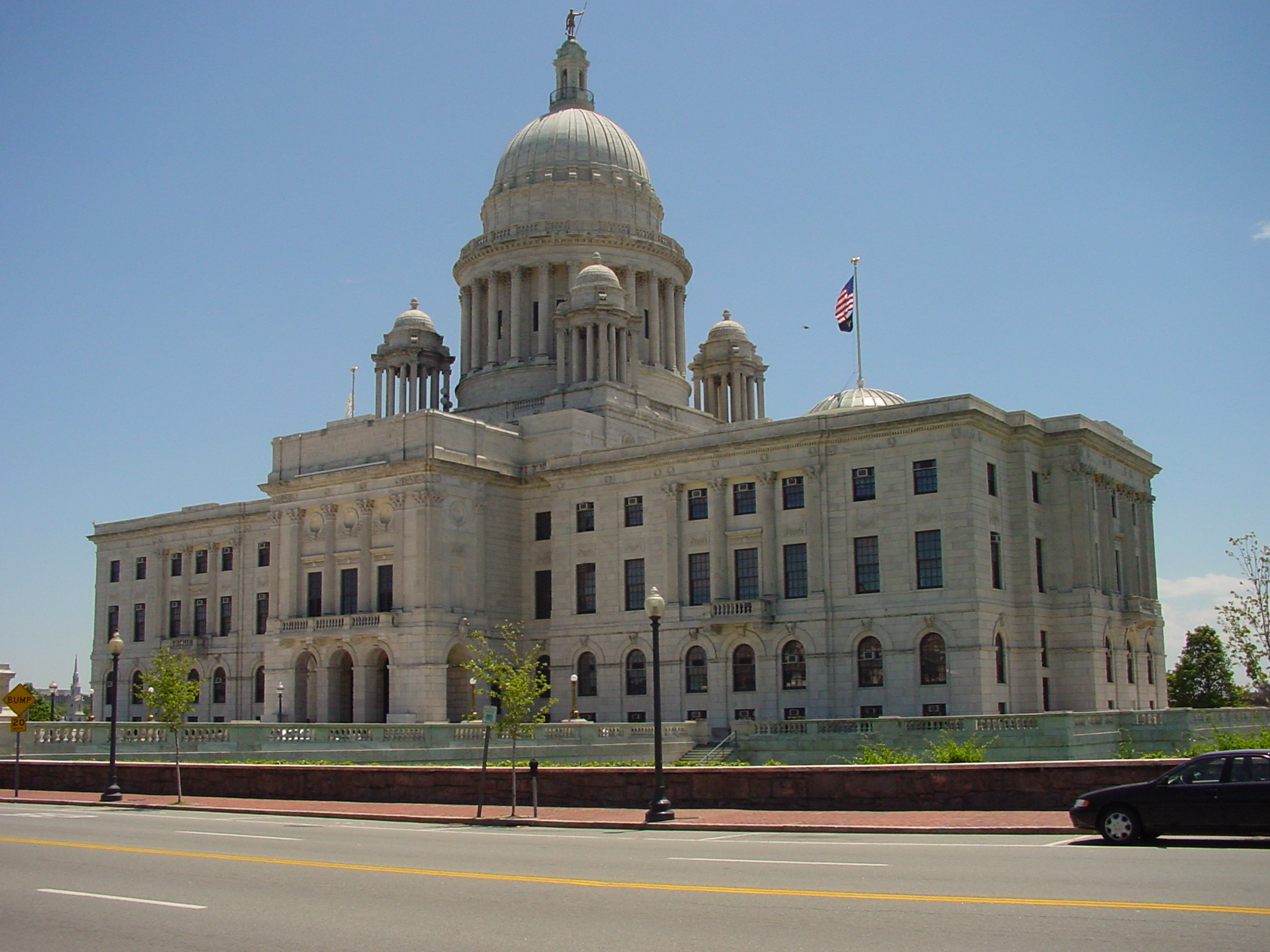
Rhode Island State House

Aan het hoofd van de uitvoerende macht van de staat staat een gouverneur, die direct gekozen wordt door de kiesgerechtigden in de staat. De huidige gouverneur is sinds maart 2021 Daniel McKee van de Democratische Partij. McKee, voordien actief als luitenant-gouverneur, volgde zijn partijgenoot Gina Raimondo op, die vroegtijdig terugtrad om minister van Economische Zaken te worden in de federale regering.
De wetgevende macht bestaat uit het Huis van Afgevaardigden van Rhode Island (Rhode Island House of Representatives) met 75 leden en de Senaat van Rhode Island (Rhode Island Senate) met 38 leden. Sinds meer dan twintig jaar hebben de Democraten een meerderheid in beide kamers.
De vertegenwoordiging van Rhode Island in het Amerikaans Congres bestaat uit twee senatoren en twee volksvertegenwoordigers. Alle vier zijn ze lid van de Democratische Partij. De laatste Republikein was senator Lincoln Chafee van 1999 tot 2007, die van 2011 tot 2015 gouverneur van Rhode Island was en in 2013 overstapte naar de Democratische Partij.